# Joan Tartas
Pour les articles homonymes, voir Tartas (homonymie).
Joan Tartas (en espagnol : Juan Tartas ; en français : Jean de Tartas), également connu sous le nom d'Ivan par erreur, né vers 1610 à Chéraute (Pyrénées-Atlantiques) et mort à une date inconnue, est un écrivain basque français de dialecte souletin ou basque et un homme d'église, auteur des œuvres religieuses Ontsa hiltzeko bidia (1666) et Arima penitentaren ocupatione devotaq (1672).

## Biographie

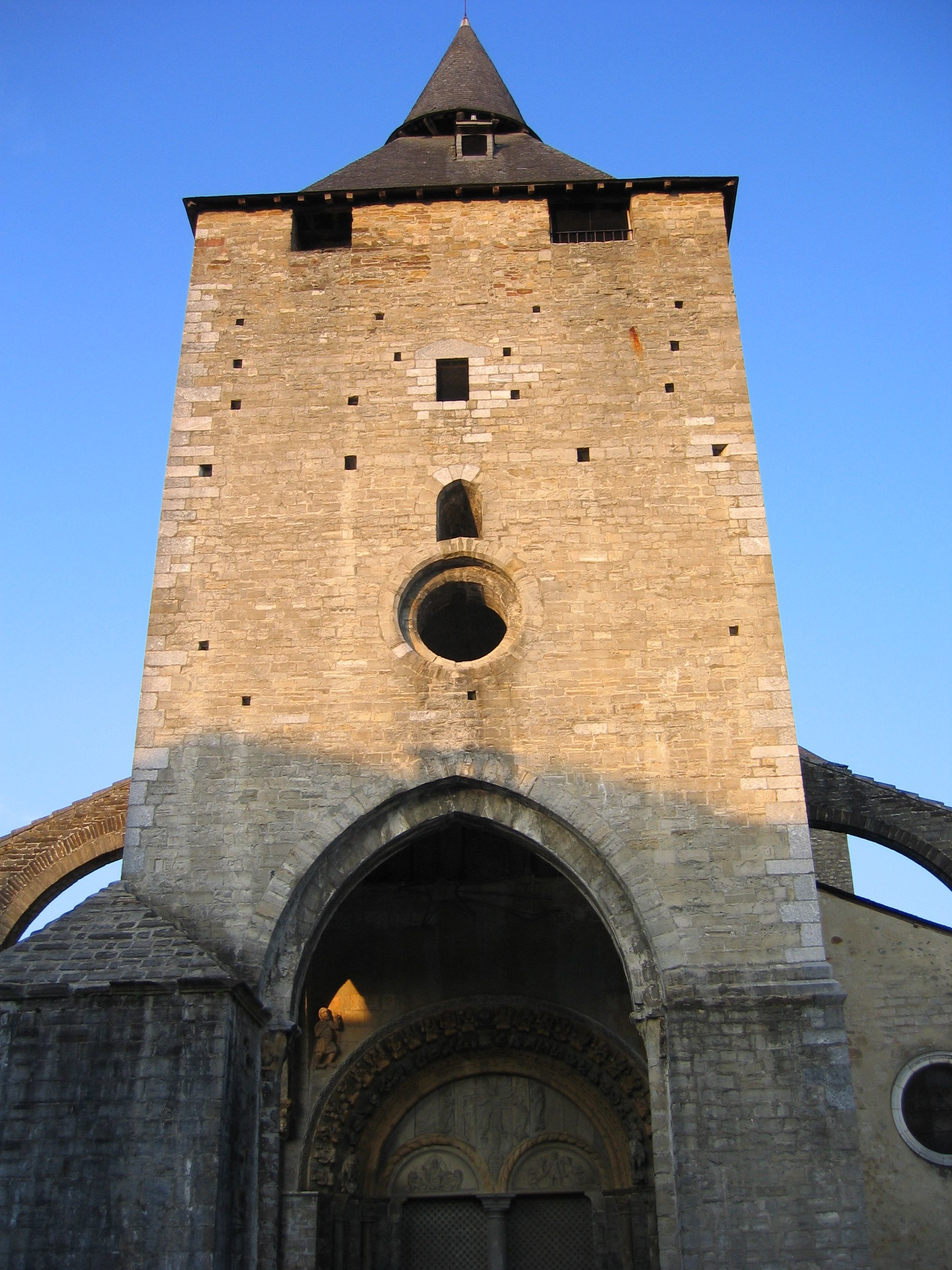
La cathédrale Sainte-Marie d'Oloron.

Nous savons très peu de choses de sa vie. On suppose qu'il est né entre les années 1610 et 1612. Les informations concernant sa naissance  indiquent toutes la décennie 1610. Son père était semble-t-il un riche fermier de Chéraute, et il fit d'abord ses études à Lescar (Béarn) chez les Barnabites en 1624. Il serait le petit-neveu de Sanz de Tartas, l'un des correcteurs de la Bible de Jean de Liçarrague (1565). 
Alors qu'il était déjà chanoine de la cathédrale Sainte-Marie d'Oloron, il est nommé recteur d'Aroue, titre sous lequel il signe deux de ses œuvres. On sait qu'en 1662, il a la charge des paroisses de Moncayolle et de L'Hôpital-Saint-Blaise. À Aroue, il  publie son œuvre la plus importante et la plus largement diffusée : Ontsa hiltzeko bidia (« le chemin vers une bonne mort »). Il expose les étapes et les préparatifs d'une bonne mort. En 1673, il signe, comme recteur d'Aroue et de Tardets, un discours adressé à l'évêque d'Oloron. Dès lors, il n'y a plus d'informations biographiques.

## Ontsa hiltzeko bidia(1666)
Ontsa hiltzeko bidia, publiée en 1666, est son oeuvre conservée la plus ancienne et la plus connue et étudiée. En raison du temps écoulé entre la première approbation ecclésiastique et la dernière (huit ans), on pense[Qui ?] qu'il a eu des problèmes pour publier le livre, probablement en raison de la dureté de ses exemples (dont beaucoup se réfèrent aux monarques français) ou de l'abondance de citations d'auteurs latins et païens (envers lesquels il fait preuve d'admiration) pour justifier ses thèses. 
Selon Piarres Lafitte, il s'agit de la manifestation la plus ancienne du dialecte souletin, et de l'œuvre la plus étudiée de Juan de Tartas, entre autres  pour sa prose agile et pour ses caractéristiques propres au sermon et à la littérature orale. 
C'est un livre d’ascèse. Il explique que quiconque veut bien mourir doit apprendre à bien vivre, et pour bien vivre, il faut se rappeler que nous mourrons un jour.  
Ezta halaber hiltçe honic, ezpada, biçitçe honic, onsa hil nahidenac, behardu onsa biçi (« D'un autre côté, il n'y a pas de bonne mort, s'il n'y a pas de bonne vie, celui qui veut bien mourir doit bien vivre »). 
Il comporte également une petite annexe avec diverses prières en basque, les commandements de Dieu et de l'Église, diverses litanies de la Vierge Marie et quelques vers adressés aux lecteurs. 
Comme preuve de sa thèse, l'auteur, dans le sillage des auteurs de l'École de Sare, se sert de citations abondantes d'auteurs classiques, parmi lesquels Aristote et Sénèque, de la Bible et d'écrivains chrétiens comme saint Augustin se distinguent. Il y a une certaine similitude entre cet ouvrage et Guero de Axular, car les deux textes sont en prose, ont un thème ascétique et partagent les caractéristiques de l'essai et l'abondance des citations ; cependant, Tartas est un peu plus anarchique et plus pauvre en ressources de style. Le livre appartient au mouvement européen de manuels religieux pour le salut individuel.

## Arima penitentaren occupatione devotaq(1672)
Arima penitentaren occupatione devotaq (« Occupations dévotes de l'âme pénitente ») a été publié à Orthez par l'imprimeur royal du lieu (probablement responsable du grand nombre de fautes d'orthographe et de l'orthographe française). Comme le titre l'indique, c'est une somme de réflexions sur la prière chrétienne, le jeûne et l'aumône, avec une section distincte du livre consacrée à chacun de ces sujets. 
L'introduction écrite en français est adressée au roi de France Louis XIV  et au comte de Tréville, Jean-Armand du Peyrer, à qui il dédie cet ouvrage. Des références sont faites aux louanges de sa terre, en particulier celle du village de Trois-Villes.

## Critiques
Tartas a utilisé le basque comme un simple instrument de son travail pastoral, c'est-à-dire pour étendre la doctrine de l'Église, et non comme un élément esthétique. Cependant, malgré ces limites, des auteurs comme Axular ou Tartas lui-même ont réussi à développer un style cohérent, avec leurs propres traits personnels, tels que le rythme rapide de leur prose, qui le rendent digne d'estime et d'étude même aujourd'hui. La critique valorise son premier travail en particulier contre le second, parfois considéré comme « illisible » pour ses abondantes contradictions orthographiques et l'orthographe française. 
Tartas utilise un langage peu travaillé, mais personnel et féru de calembours, l'originalité de son travail provenant de son apparence étrange et quelque peu chaotique, comme l'explique le professeur et philologue carmélite Santi Onaindia. Les critiques ont été formulées par Koldo Mitxelena et par Luis Villasante dans leurs travaux respectifs sur la littérature en basque.

## Autour du dialecte
Koldo Mitxelena le considèra dans un premier temps comme le premier auteur à écrire en dialecte souletin, car Oihenart, même s'il était originaire de Soule, se servit du dialecte labourdin et bas-navarrais dans ses œuvres. Pierre Lafitte Ithurralde considérait que le basque utilisé par Tartas était un exemple d'étude des particularités du dialecte souletin, bien que ce ne soit pas à proprement un parler souletin, puisqu'il ne fait pas usage de la voyelle « ü » et qu'il y a une influence du labourdin, du navarrais et de la variante d'Aroue. Actuellement, selon la rectification de Mitxelena, on pense que Tartas utilisait très probablement le sous-dialecte du pays de Mixe.

## Éloges
Au XVIIe siècle, les deux œuvres de Tartas furent très appréciées par les religieux français et basques, bien qu'elles soient tombées dans l'oubli plus tard et n'ont été exhumées que des siècles plus tard. Au total, ses deux œuvres comprennent jusqu'à neuf éloges, cinq en vers et quatre en prose, un nombre plus que considérable pour un auteur qui a écrit en basque. Curieusement, Tartas a été oublié au cours des siècles, et les références à cet auteur sont rares jusqu'aux études de Patxi Altuna et Koldo Mitxelena au XXe siècle.